# اتو؛ یا برخاسته با مردگان
اتو؛ یا برخاسته با مردگان (انگلیسی: Otto; or Up with Dead People) یک فیلم ترسناک به کارگردانی بروس لابروس است که در سال ۲۰۰۸ منتشر شد.